# Gerhard P. Knapp
Gerhard Peter Knapp (* 4. August 1943 in Deutschland; † 21. Dezember 2015 in Salt Lake City) war ein deutscher Germanist.

## Leben
Knapp studierte von 1963 bis 1965 an der Goethe-Universität Frankfurt am Main. Nach der Promotion zum Dr. phil. 1970 an der Technischen Universität Berlin war er von 1970 bis 1972 Assistant Professor an der Lakehead University. Ab 1972 lehrte er deutsche und vergleichende Literaturwissenschaft an der University of Utah.

## Schriften (Auswahl)
- Hector und Achill, die Rezeption des Trojastoffes im deutschen Mittelalter. Personenbild und struktureller Wandel. Bern 1974, ISBN 3-261-01062-2.
- Die Literatur des deutschen Expressionismus. Einführung, Bestandsaufnahme, Kritik. München 1979, ISBN 3-406-06067-6.
- Friedrich Dürrenmatt, Der Richter und sein Henker. Frankfurt am Main 1997, ISBN 3-425-06037-6.
- Georg Büchner. Stuttgart 2000, ISBN 3-476-13159-9.